# Moni Kovačič
Moni Kovačič (rojena Monique De Haviland, danes Monique Haviland-Fulstone), ameriško-slovenska pevka, * 21. junij 1960, Frankfurt, Nemčija.

## Življenjepis
Njena mama Brigita Kovačič je bila igralka iz Vrhnike, oče pa pilot in jazz trobentač iz ameriškega Wisconsina Bill De Haviland. Rodila se je v Frankfurtu v oporišču ameriškega vojnega letalstva. Prvih nekaj let je odraščala v ZDA, natančneje v zvezni državi Connecticut, družina pa se je pozneje preselila v Salzburg, kjer je začela obiskovati baletno šolo in se vpisala na glasbeno šolo Mozarteum. Nastopati je pričela pri 12 letih. Preden se je podala na samostojno glasbeno pot, je bila v Avstriji članica zasedbe Dr Pepper, ki je zmagala na festivalu mladih v Beljaku. Pri 15-ih jo je odkril producent Peter Kraus, v sodelovanju s katerim je posnela svoje prve skladbe za avstrijski in nemški trg, npr. »Ich such' einen Boyfriend« (1976), pod imenom Monique.
Po smrti očeta in zaključku srednje šole v Salzburgu − takrat je bila stara 17 let − se je z mamo preselila v Ljubljano, v kateri je sicer že leta 1971 obiskovala osnovno šolo in se tako naučila slovenščine. Tam je podpisala pogodbo z Radiotelevizijo Ljubljana pod okriljem producenta Dušana Velkaverha in s podporo Tadeja Hrušovarja, Andreja Velkaverha ter Jožeta Privška. Po treh letih dela v Ljubljani se je preselila v Zagreb in prestopila k založbi Jugoton. Pri RTV Ljubljana je izdala dva albuma, Moni in Utrip mladosti, dva, Zagonetka in Može li jače, pa pri Jugotonu. Na Slovenskem je znana predvsem kot zmagovalka prvih Melodij morja in sonca, na katerih je slavila s popevko »Nasmeh poletnih dni«. Odmeven je bil tudi njen nastop na Opatijskem festivalu istega leta z »Brez ljubezni mi živeti ni«. Brez ljubezni mi živeti ni / Love Is Life velja za prvo singel ploščo v bivši Jugoslaviji, ki je imela na B-strani angleško različico pesmi, kar pred tem ni bilo dovoljeno. 1978 je v duetu z Ivom Mojzerjem posnela priredbo pesmi »Srček dela tika taka« Franeta Milčinskega - Ježka.
Leta 1981 je hodila na prestižno bostonsko glasbeno šolo Berklee, kjer se je naučila komponiranja, nastopanja in aranžiranja. Nato je nekaj časa živela v Zagrebu. V tem obdobju je objavila 60 pesmi, ki so bile plod dela s producentom in takratnim zasebnim partnerjem Veselim Oršolićem.
Po uspehu na območju nekdanje Jugoslavije je svojo glasbeno pot leta 1985 nadaljevala v Ameriki, kjer je 6 let preživela na turneji s svojo skupino. Tam se je ustalila in si ustvarila družino. V Ameriki je napisala in posnela nekaj solo albumov (Illumination, Slovenian Boy in Home for Christmas) ter bila del različnih glasbenih projektov. Danes je lastnica več klinik za fizioterapijo, masažo in akupunkturo ter je še vedno glasbeno aktivna – igra in poje namreč v zasedbah Mötley Blues, Out of Bounce in Moni & the Moonlighters.

## Diskografija
Singli
- U dane igara / Nasmeh poletnih dni (1978)
- Ti si moja mavrica / Osmjeh koji znači da (1978)
- Brez ljubezni mi živeti ni / Love Is Life (1978)
- Ljubavna pesma / Ljubi me nežno (1979)
- Mala bjonda / Sve o tebi u meni piše (1979)
- Mister Univerzum / Kriva sam (1980)

Albumi
- Zagonetka (1980)
- Može i jače (1982)
- Moni (1983) − srebrna naklada
- Utrip mladosti (?)

## Nastopi na glasbenih festivalih

### Melodije morja in sonca
- 1978: Nasmeh poletnih dni (Milan Ferlež - Elza Budau - Milan Ferlež) - 1. nagrada občinstva
- 1979: Šepetanje morja (Milan Ferlež - Ivan Sivec - Milan Ferlež)
- 1980: Kot mrtva obala (Keber - Oršolić)
- 1982: Otok sanj (Moni Kovačič - Darja Keber - Silvo Stingl) - nagrada strokovne žirije za najboljši aranžma
- 2017: Dober par (Igor Mikolič - Igor Mikolič - Aleš Lavrič) (z Igorjem Mikoličem) - 10. mesto (8 točk)

### Slovenska popevka
- 1978: Ti si moja mavrica (Milan Ferlež - Elza Budau - Milan Ferlež)
- 1979: Ognjemet (Mojmir Sepe - Igor Torkar - Mojmir Sepe) - 2. nagrada mednarodne strokovne žirije
- 1980: Utrip mladosti (Veselin Oršolić - Darja Keber - Veselin Oršolić, Jani Golob)

### Jugovizija
- 1982: Romeo i Julija s skupino Srebrna krila - 4. mesto (53 točk)
- 1988: Lahko je reči ljubim te (s Simono Weiss in Urško Drinovec) - 13. mesto (7 točk) (prvotni izvajalci za pesem so bili Obvezna smer in Helena Blagne), zmagali so Srebrna krila.

Opatijski festival
- 1978 (pop): Brez ljubezni mi živeti ni (Hrušovar/Velkavrh/Žgur) [5. mesto]
- 1981 (pop): Moj dom je kakor tvoj

Splitski festival
- 1978 (mediteranske igre): U dane igara (A. Ilić/S. Benzon)
- 1979 (zabavna): Mala bjonda (M. Ferlež/Velkaverh)

Zagreb fest
- 1978 (zabavna): Osmjeh koji znači da

Beogradsko proleće
- 1979: Ljubavna pesma
- 1982: Na desetom katu moji su Havaji

Vaš šlager sezone
- 1980: Mister univerzum
- 1982: Budi moj drug
- 1983: Ne okreći se

Skopje Fest
- 1978: Sakam da sum detelinka